# 光順
光順（越南文：Quang Thuận，1460年—1469年）是越南後黎聖宗黎思誠（灝）的第一个年號，共计10年。

## 大事記
- 光順元年（1460年）：
  - 農曆六月六日（西曆6月24日），大臣阮熾等廢黎宜民，立嘉王黎思誠（又名灝）為帝。
- 光順二年（1461年）：
  - 農曆十二月，頒「大誥」，以訓臣民。
- 光順三年（1462年）：
  - 農曆二月，嚴禁拒用銅錢。
  - 農曆四月，定保結鄉試例，又改考試法。
- 光順四年（1463年）：
  - 農曆正月，定三年大比制。
- 光順五年（1464年）：
  - 農曆八月，立例懲罰私自採珠及私鑄銅錢。
- 光順六年（1465年）：
  - 農曆七月，造戶籍，以六年為期，屆時地方長官赴京報告人口。
- 光順七年（1466年）：
  - 農曆四月，置五府六部制。
  - 農曆六月，定全國十三道：清化、乂安、順化、天長、南策、國威、北江、安邦、興化、宣光、太原、諒山、中都府。
- 光順八年（1467年）：
  - 設五經博士。
  - 農曆十二月，設宏詞科。
- 光順十年（1469年）：
  - 農曆四月，定全國十二承宣：清華、乂安、順化、海陽、山南、山西、京北、安邦、宣光、興化、諒山、寧朔
  - 農曆十一月十六日（西曆12月19日），聖宗改明年(1470年)為洪德元年。

※以上各項，參見《大越史記全書·本紀實錄·黎皇朝紀·聖宗淳皇帝上》，及翦伯贊《中外歷史年表》。

## 紀年
| 光順 | 元年 | 二年 | 三年 | 四年 | 五年 | 六年 | 七年 | 八年 | 九年 | 十年 |
| ---- | ---- | ---- | ---- | ---- | ---- | ---- | ---- | ---- | ---- | ---- |
| 干支 | 庚辰 | 辛巳 | 壬午 | 癸未 | 甲申 | 乙酉 | 丙戌 | 丁亥 | 戊子 | 己丑 |

## 外部連結
- （中文）.   [2009-07-28]. （原始内容存档于2009-04-06）.
- （越南文）（中文）.   [2009-07-28]. （原始内容存档于2016-03-05）.